# Хобот Павло Васильович
Павло Васильович Хобот (нар. 14 травня 1969, Дніпропетровськ) — український громадський діяч, голова Асоціації взаємодії ОСББ та ЖБК «Наш дім», дослідник та популяризатор діяльності підпілля ОУН на Східній Україні в роки Другої світової війни.

## Освіта
У 1997 році закінчив Дніпропетровський державний університет за фахом «Історик, викладач історії та суспільствознавства».
У 2019 році в Інституті післядипломної освіти Придніпровської державної академії будівництва та архітектури (м. Дніпро) отримав свідоцтво про підвищення кваліфікації за фахом «Менеджер (управитель) житлового будинку (групи будинків)».
У 2020 році в державній установі «Фонд енергоефективності», Школа проєктних менеджерів (м. Київ) отримав сертифікат проєктного менеджера.

## Громадсько-політична діяльність
У 1989—1991 рр. був ідеологічним референтом Спілки націоналістичної української молоді (СНУМ) Дніпропетровської області.
У 1990 році був делегатом Української Міжпартійної Асамблеї (УМА) від Української Національної партії, членом якої був, брав активну участь в реєстрації громадян УНР.
У жовтні 1992 був одним з організаторів масштабного святкування 50-річчя УПА у м. Дніпропетровську — відкриття експозиції у Дніпропетровському державному історичному музеї, проведення святкового концерту у Дніпропетровському театрі опери та балету, установчих зборів Дніпропетровського міського Братства вояків УПА.
У 1992—1997 рр. був головою секретаріату Дніпропетровського міського Братства вояків УПА.
У 1994—1998 рр. був спочатку головою секретаріату, а пізніше — головою Дніпропетровської обласної організації Конгресу Українських Націоналістів (КУН), співпрацював з Всеукраїнською організацією «Тризуб ім. С. Бандери», брав активну участь у поширенні інформації про боротьбу чеченського народу проти російської агресії.
У 1996—2000 очолював молодіжні громадські організації — Центр молодіжних ініціатив «Нова хвиля», Центр молоді «Наша справа», які популяризували масову українську культуру.
У 1999—2000 рр. був головою Молодіжного парламенту Дніпропетровської області.
У 1999—2002 рр. був головою Дніпропетровської обласної організації партії «Молода Україна».
У 2003—2006 — член редколегії інформаційно-аналітичного часопису «PRostir.Info», який висвітлював актуальні питання суспільно-політичного розвитку України та життя регіону.
У 2004 році — активний учасник Помаранчевої революції, був заступником керівника міського штабу м. Дніпропетровська з виборів кандидата в Президенти України В. Ющенка.
У 2013—2014 рр. — активний учасник Революції гідності, співзасновник Штабу національного захисту Дніпропетровської області, організатор допомоги постраждалим від міліційного свавілля 26 січня 2014 року.
У 2015 р. — радник народного депутата України Юрія Берези.
У 2016—2019 рр. — радник народного депутата України Андрія Денисенка.

## Діяльність у сфері ЖКГ та ОСББ
У 1998 році Павло Хобот організував перший у м. Дніпропетровськ семінар зі створення об'єднань співвласників багатоквартирних будинків (ОСББ).
З 2001 року — голова Асоціації захисту прав споживачів житлово-комунальних послуг «Наш дім», яка згодом трансформувалася в Асоціацію взаємодії ОСББ та ЖБК «Наш дім», що є однією з найстарших асоціацій ОСББ в Україні.
У 2002—2014 рр. був радником міського голови м. Дніпропетровська Івана Куліченка на громадських засадах.
У 2004 році — організатор та керівник Центру сприяння органам самоорганізації населення при Дніпропетровській міській раді.
Активно співпрацював з міжнародними фондами:
- у 2009—2012 рр. був керівником проєктів з розвитку ОСББ за підтримки Міжнародного фонду «Відродження»;
- у 2010—2015 рр. був місцевим координатором Проєкту Канадського агентства міжнародного розвитку (CIDA) «Розбудова спроможності до економічно обґрунтованого планування розвитку областей та міст України»;
- у 2019—2021 рр. був модератором освітніх  заходів для управителів та менеджерів багатоквартирних будинків в рамках договору про співпрацю Асоціації «Наш дім» з Міжнародною фінансовою корпорацією (група Світового банку) щодо ефективного управління та енергозаощадження в багатоквартирних будинках.

У 2016 році був одним з організаторів адвокаційних кампаній щодо прийняття Дніпровською міською радою «Програми сприяння діяльності ОСББ, ЖБК та ОК у багатоквартирних будинках міста Дніпра на 2016—2020 рр.», в результаті якої ОСББ м. Дніпра протягом 5 років змогли отримати з міського бюджету на ремонти своїх будинків понад 120 млн грн.
У 2017 році — провідний експерт першої в Україні телевізійної передачі про ОСББ «Школа управдома, або як управляти багатоквартирним будинком».
Автор методичних посібників «Настільна книга голови та бухгалтера ОСББ та ЖБК» (2010, 2015) та «Управління багатоквартирними будинками зі створенням ОСББ і участю керівної компанії» (2011), автор «Довідника захисту прав споживачів житлово-комунальних послуг» (2009) та інших книжок.
Співавтор першої електронної книги для ОСББ «Все про ОСББ. Покрокова інструкція» (2021)

## Історико-дослідницька діяльність
Починаючи з 1992 року, Павло Хобот разом з Дмитром Куделею стали першими дослідниками діяльності підпілля Організації Українських Націоналістів (ОУН) в Дніпропетровській області в роки Другої світової війни — було досліджені та скопійовані архівно-кримінальні справи в архіві УСБУ у Дніпропетровській області, записані спогади живих учасників підпілля ОУН в області, організовані та проведені науково-практичні конференції.
Павло Хобот є автором багатьох публікацій у ЗМІ та наукових статей про діяльність ОУН, а також співукладачем:
- збірки статей «Діяльність підпілля ОУН на Сході України» у 2-х томах (2010 та 2019);
- тому 4 «Каральні органи радянської влади проти націоналістичного підпілля» серії «Міста та села Дніпропетровщини у вирі політичних репресій» видання «Реабілітовані історією» (2016).